# Plumaudan
Plumaudan (bretonisch: Pluvaodan) ist eine französische Gemeinde mit 1.403 Einwohnern (Stand 1. Januar 2022) im Département Côtes-d’Armor in der Region Bretagne. Sie gehört zum Arrondissement Dinan und zum Kanton Broons. Die Bewohner nennen sich Plumaudannais(es).

## Geografie
Plumaudan liegt etwa 43 Kilometer nordwestlich von Rennes im Osten des Départements Côtes-d’Armor.

## Bevölkerungsentwicklung
| Jahr      | 1793 | 1861 | 1866 | 1872 | 1876 | 1896 | 1962 | 1968 | 1975 | 1982 | 1990 | 1999 | 2006 | 2012 |
| Einwohner | 1262 | 1258 | 1320 | 1289 | 1300 | 1305 | 796  | 808  | 770  | 737  | 787  | 841  | 958  | 1185 |

Die zunehmende Mechanisierung der Landwirtschaft führte zu einem Absinken der Einwohnerzahlen bis auf die Tiefststände in neuerer Zeit. Anmerkung:bei cassini sind 1866 und 1872 die Einwohnerzahlen von Plumaugat und Plumaudan vermutlich vertauscht (1866: 1320 und 2465; 1872: 1289 und 2405).